# 头屯河区乡类似乡镇单位
头屯河区乡类似乡镇单位，是中华人民共和国新疆维吾尔自治区乌鲁木齐市头屯河区下辖的一个乡镇级行政单位。

## 行政区划
头屯河区乡类似乡镇单位下辖以下地区：
河南庄村。